# جناغ
جـِناغ (به لاتین: استرنوم Sternum) استخوانی است خنجری‌شکل و تَکی و طویل که در بخش پیشین و میانی قفسهٔ سینه قرار دارد و غضروف‌های دنده‌ای از دو طرف به آن متصل شده‌اند. همچنین استخوان ترقوه به قسمت فوقانی آن (دسته) متصل می‌شود. این استخوان دارای طولی در حدود ۱۵ تا ۲۰ سانتی‌متر است.
این استخوان صاف در قسمت جلوی قفسه سینه قرار دارد و دنده‌ها را به غضروف متصل می‌کند. جناغ بخشی از قفسه دنده است و مجموعه‌ای از استخوان‌ها است که از قلب و شش‌ها در برابر آسیب محافظت می‌کند.
جناغ، قفسهٔ سینه را در خط وسط و جلو محدود می‌کند و هفت جفت دنده‌های حقیقی قفسهٔ سینه از طرفین به‌وسیلهٔ غضروف‌های دنده‌ای به آن متصل می‌شوند و در قسمت انتهایی آن نیز سه جفت دنده‌های کاذب به‌وسیلهٔ غضروفشان به غضروف دنده‌های بالاتر متصل می‌شوند.
به استخوان جلو سینهٔ مرغ نیز جناغ می‌گویند. این استخوان به شکل V است و با آن شرط‌بندی می‌کنند که به این کار جناغ شکستن گفته می‌شود.

## بخش‌ها
استخوان جناغ انسان خود از اتصال سه قسمت تشکیل شده‌است:
دسته: پهن‌ترین و قوی‌ترین بخش جناغ سینه است و به استخوان ترقوه، غضروف دنده اول و نیمی از غضروف دنده دوم، متصل می‌گردد. بخش فوقانی دسته را بریدگی بالاجناغی یا بریدگی ژوگولار می‌گویند.
تنه: بلندترین بخش جناغ سینه است که در کناره‌های طرفی دارای یک نیم بریدگی در بالا (محل اتصال غضروف دنده‌ای دوم)، یک نیم بریدگی در پایین (محل اتصال غضروف دنده‌ای هفتم) و چهار بریدگی در حد واسط این دو (محل اتصال غضروف‌های دنده‌ای ۳ تا ۶) می‌باشد. در محل مفصل شدن تنه و دسته جناغ، زاویه‌ای به نام زاویه جناغی یا زاویه لوئیس قرار گرفته‌است که مقداری به جلو تحدب دارد و دنده دوم سینه نیز به کناره آن از دو طرف متصل می‌گردد.
زائده خنجری: زائده کوچک خنجر مانندی است که در بخش تحتانی جناغ سینه قرار دارد. این زائده از جنس غضروف بوده و با یک مفصل ثابت به جناغ متصل شده‌است. در افراد مسن تمام این زائده یا بخش‌هایی از آن که نزدیک به تنه هستند؛ استخوانی می‌شوند.

دستهٔ جناغ
تنهٔ جناغ
زائدهٔ خنجری

## آسیب‌ها
درد جناغ سینه درد یا ناراحتی در ناحیه قفسه سینه است که شامل استخوان قفسه سینه و غضروف‌هایی است که آن را به دنده‌ها متصل می‌کند. جناغ در نزدیکی قلب واقع شده‌است، بنابراین بسیاری از افرادی که درد در جناغ را احساس می‌کنند ممکن است آن را با درد کلی قفسه سینه اشتباه بگیرند.
برخی از شایع‌ترین علل درد جناغ سینه عبارتند از: درد دیواره قفسه سینه (کوستوکندریت)، آسیب مفصل جناغی‌ترقوه‌ای (مفصل استرنوکلویکولار)، آسیب‌های استخوان ترقوه، فتق هیاتال، شکستگی جناغ سینه، ریفلاکس معده، کشیدگی یا کبودی عضله و مشکلات قلبی.‎
برخی از بیماری‌ها از جمله شکستگی جناغ به گونه‌ای هستند که توان بدنی و جسمی افراد را کاهش می‌دهد. به همین دلیل این افراد قادر به انجام کارهای سنگین و قرارگیری در شرایط سخت را ندارند. به همین دلیل سازمان نظام وظیفه با در نظر گرفتن شرایط جسمی این افراد نوعی از معافیت به نام معافیت از خدمات رزمی که به اختصار معاف از رزم می‌گوییم اختصاص داده‌است. در نتیجه در دوران سربازی افراد دارای شرایط معافیت از رزم بیماری شکستگی جناغ در دوره آموزشی خود از انجام برخی امور سنگین رزمی، هم چون رژه‌های گروهی، اردوهای دوره ای مختلف، حمل اسلحه، دوره‌های نگهبانی و … معاف خواهند بود.